# Elaeagnus montana
Elaeagnus montana là một loài thực vật có hoa trong họ Elaeagnaceae. Loài này được Makino mô tả khoa học đầu tiên năm 1913.

## Hình ảnh

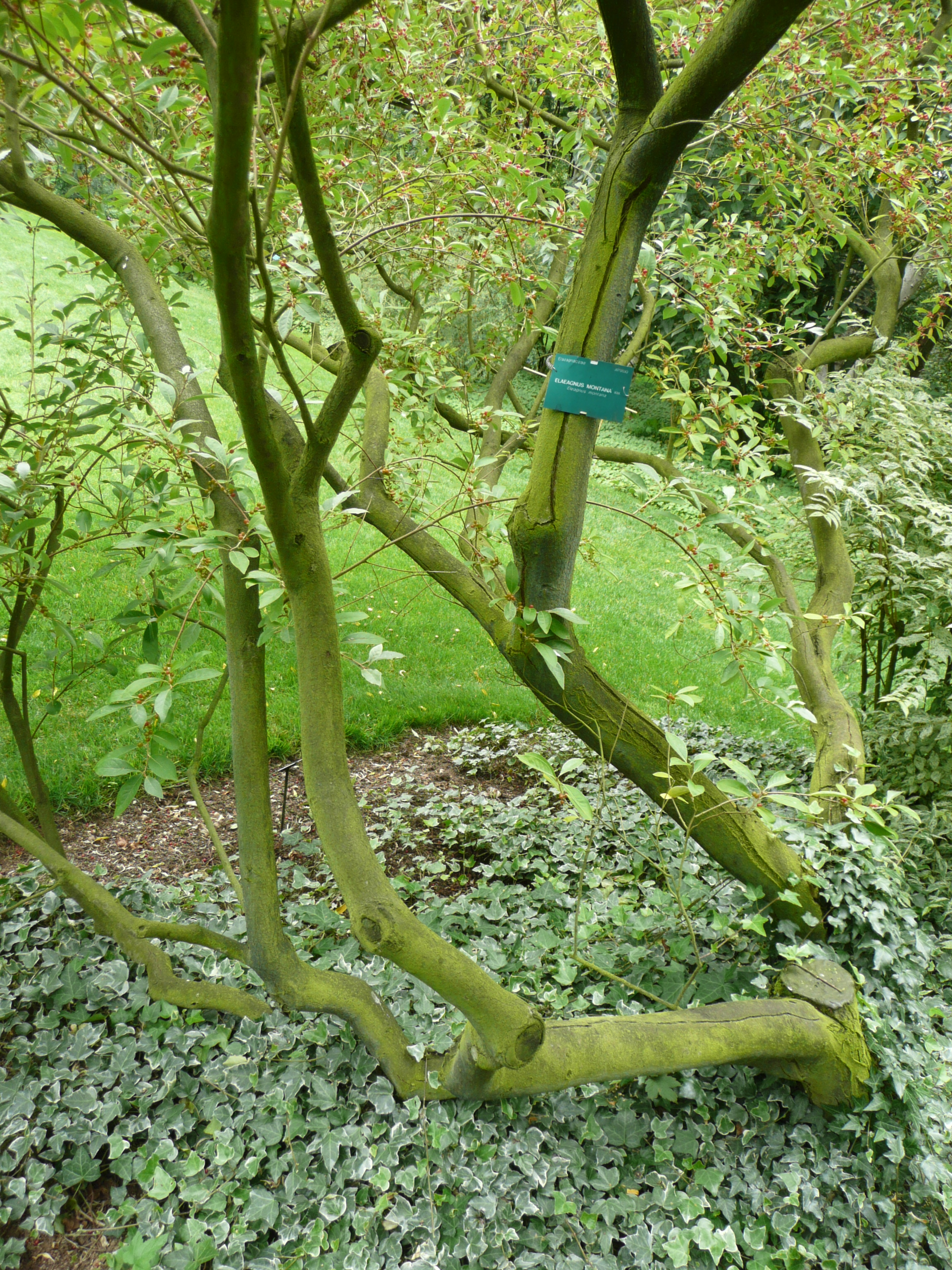
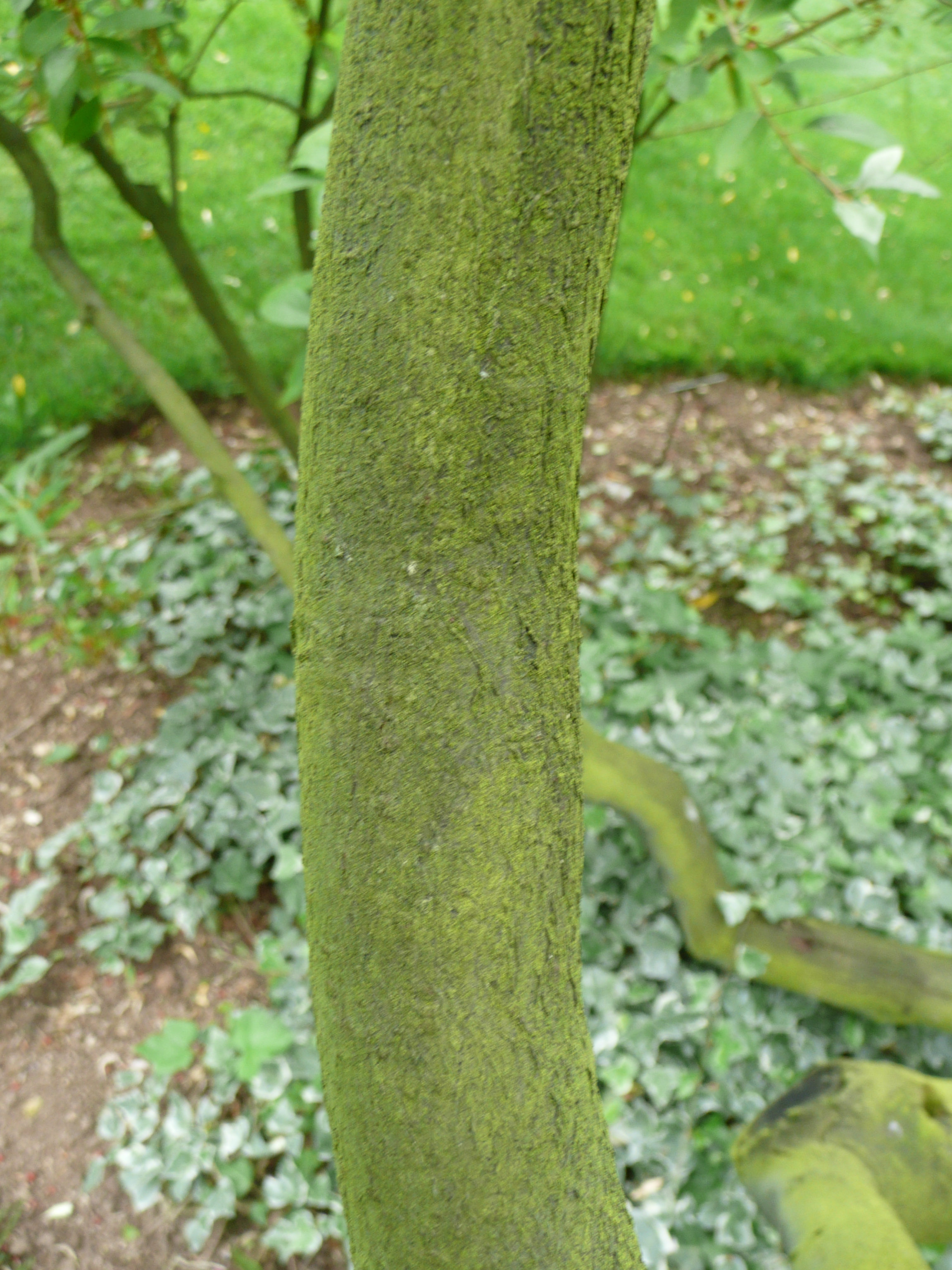
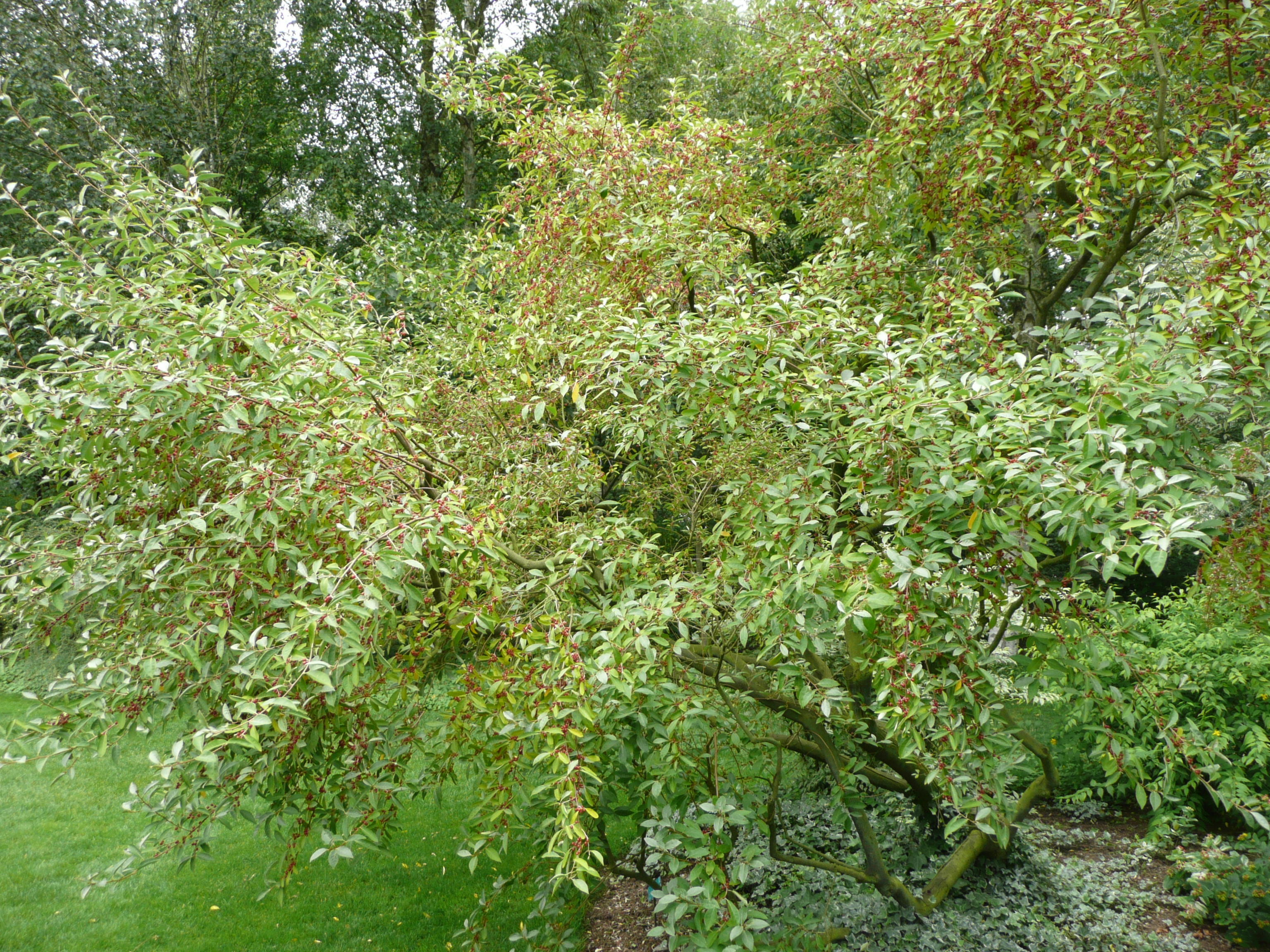